# Santa Fe Stampede
Santa Fe Stampede è un film del 1938 diretto da George Sherman. Il film fu distribuito in Italia nel 1965 insieme a Wyoming Outlaw con il titolo unico de Il grande sperone.
È un film western statunitense con John Wayne, Ray Corrigan e Max Terhune. Fa parte della serie di 51 film western a basso costo dei Three Mesquiteers, basati sui racconti di William Colt MacDonald e realizzati tra il 1936 e il 1943. Wayne partecipò ad otto di questi film.

## Produzione
Il film, diretto da George Sherman su una sceneggiatura di Luci Ward e Betty Burbridge con il soggetto della stessa Ward, fu prodotto da William Berke per la Republic Pictures e girato nel Brandeis Ranch a Los Angeles e a Corriganville, Simi Valley, in California nell'ottobre 1938.

## Distribuzione
Il film fu distribuito negli Stati Uniti il 28 novembre 1938 dalla Republic Pictures. In Italia uscì il 28 maggio 1965, distribuito dalla Superga Film. Venne doppiato dalla SAS.
Altre uscite internazionali del film sono state:
- in Danimarca il 19 luglio 1964 (Tre musketerer på krigsstien)
- in Germania (Aufstand in Santa Fé)

## Promozione
La tagline è: "A stampede of renegades in a round-up of bank raiders and.... Romance !".